# Cylindromyia minor
Cylindromyia minor là một loài ruồi trong họ Tachinidae.